# Dorando Pietri

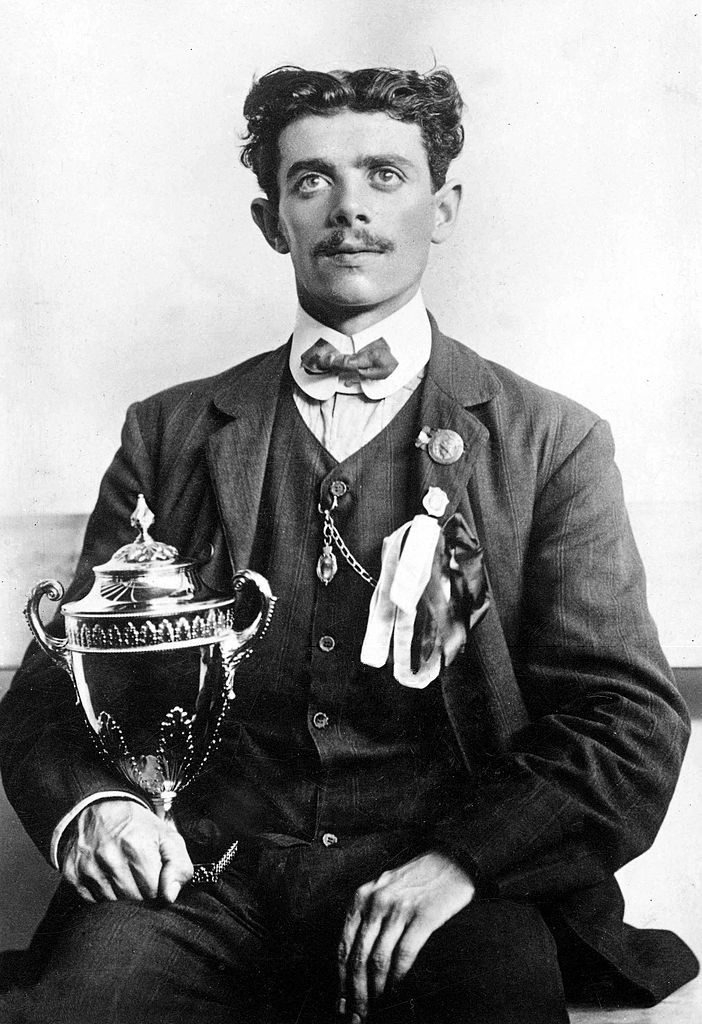
Dorando Pietri

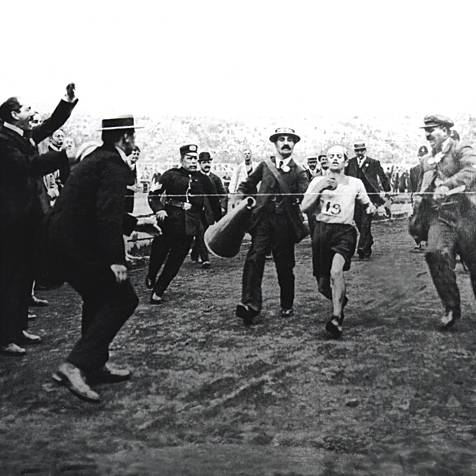
Dorando Pietri beim Zieleinlauf des olympischen Marathonlaufs 1908. Links der Kampfrichter Jack Andrew, rechts der Arzt Michael Bulger

Dorando Pietri (* 16. Oktober 1885 in Correggio; † 7. Februar 1942 in Sanremo) war ein italienischer Marathonläufer.
Bereits bei den Olympischen Zwischenspielen 1906 in Athen hatte Pietri am Marathonlauf teilgenommen, konnte das Rennen jedoch nicht beenden.
1908 in London war er wieder am Start. Lange Zeit lag er hinter dem Südafrikaner Charles Hefferon auf Platz zwei, als dieser jedoch auf den letzten Kilometern schwächer wurde, konnte Dorando Pietri die Führung übernehmen. Mit großem Vorsprung kam Pietri im mit 75.000 Zuschauern vollbesetzten White City Stadium an, und nur noch eine halbe Stadionrunde trennte ihn vom sicheren Olympiasieg. Aber auch er war erschöpft und benommen und wäre beinahe in die falsche Richtung gelaufen. Als die Kampfrichter ihm den Weg zum Ziel wiesen, brach er völlig entkräftet zusammen. Er konnte sich wieder aufrappeln, brach jedoch auf den letzten 350 Metern des Rennens immer wieder zusammen, insgesamt fünf Mal. Schließlich halfen ihm einige anwesende Ärzte und Kampfrichter über die Ziellinie, als bereits der zweitplatzierte Amerikaner John Hayes zehn Minuten nach Pietri das Stadion erreicht hatte.
Das amerikanische Team protestierte  daraufhin wegen dieser Inanspruchnahme fremder Hilfeleistung. Der Protest wurde akzeptiert, Dorando Pietri der Sieg aberkannt und John Hayes zum Olympiasieger erklärt. Dorando Pietri erhielt von der britischen Königin einen goldenen Pokal als besondere Auszeichnung für seine kämpferische Leistung, und seine Geschichte ging weltweit durch die Presse. Durch ihn gewannen sowohl der Marathonlauf als auch die Olympischen Spiele im Allgemeinen an Popularität.
Der Sherlock-Holmes-Autor Arthur Conan Doyle schrieb für die Zeitung Daily Mail einen ausführlichen und emotionalen Bericht über dieses Ereignis (Daily Mail vom 25. Juli 1908), der viel dazu beitrug, die Geschichte von Dorando Pietri bekannt zu machen. Gleichzeitig mit seinem Artikel veröffentlichte Conan Doyle auch einen Leserbrief, in dem er zu Spenden für Dorando Pietri aufrief. Dieses große Engagement von Conan Doyle ist wahrscheinlich der Grund für die weit verbreitete, aber unwahre, Legende, Conan Doyle selbst habe Pietri über die Ziellinie geholfen.
Das Publikumsinteresse war so groß, dass im November 1908 im Madison Square Garden ein Zweikampf zwischen Pietri und Hayes organisiert wurde. Pietri gewann mit rund 70 Metern Vorsprung. Bei einem zweiten Wettrennen im März 1909 siegte Pietri erneut.
Pietri erzielte am 24. Mai 1910 seine persönliche Bestzeit von 2 Stunden, 38 Minuten und 48 Sekunden, als er einen Marathon in Buenos Aires gewann. In seiner dreijährigen Karriere als Profiläufer gewann er eine hohe Summe an Preisgeldern, die er nach dem Ende seiner Karriere 1911 in einen Hotelbetrieb investierte. Nach dessen Scheitern betrieb er in Sanremo eine Werkstatt. Er starb 1942 an einem Herzleiden.